# Marie-Philippe Coupin de La Couperie
Marie-Philippe Coupin de La Couperie (Sèvres, 1773 - Versailles, 1851) est un peintre français.

## Biographie
Troisième enfant de Claude Coupin, et frère du critique d'art Pierre-Alexandre Coupin, il sert avec lui dans l'armée à partir de 1793. Ami du peintre Girodet-Trioson et de Marie-Victoire Jaquotot, il travaille d'abord comme peintre de porcelaines à la manufacture nationale de Sèvres. Il est ainsi l'auteur de plusieurs plaques gravées, dont une série de six plaques destinées à orner les piédestaux des vases Cordeliers (Paris, musée du Louvre), réalisés entre 1808 et 1809 et glorifiant le règne de Napoléon Ier.
Coupin de la Couperie est avant tout un peintre troubadour, puisant son inspiration dans les thèmes romantiques du Moyen Âge, et ce jusqu'à la fin de sa vie. Son œuvre la plus célèbre, Les Amours funestes de Francesca de Rimini (1812, Arenenberg, Napoléonmuseum), a été présentée au salon de 1812 et fut un grand succès. On peut également citer Valentine Visconti au tombeau de Louis d'Orléans ou l'incarnation du deuil (1822, Blois, musée des beaux-arts), Gabrielle d'Arjuzon priant pour le rétablissement de sa mère (1814, Paris, musée du Louvre), et Sully montrant à son petit-fils le monument renfermant le cœur d'Henri IV (salon de 1819, Pau, musée national du château). Il devient professeur de dessin à l'École militaire de La Flèche, puis à celle de Saint-Cyr.

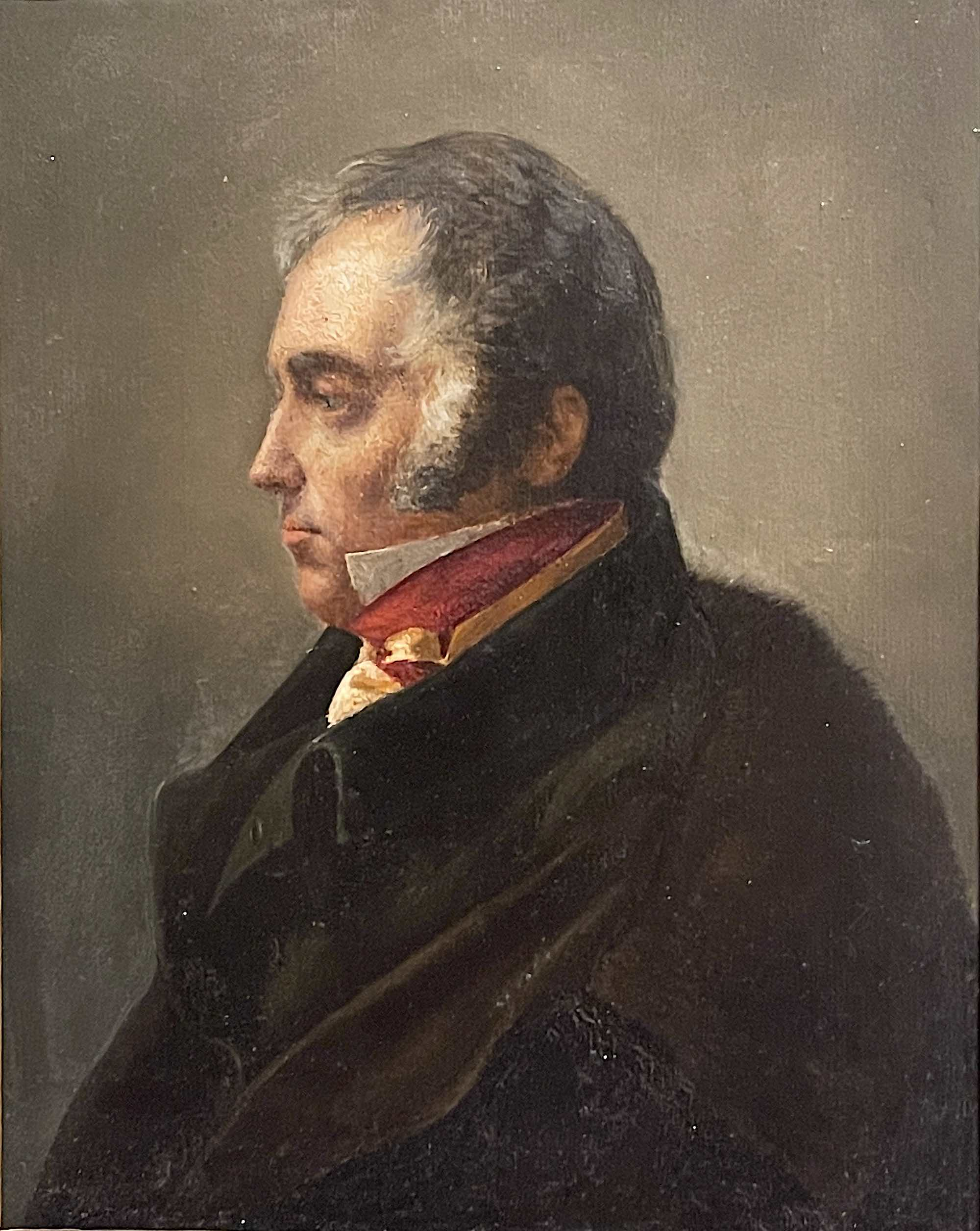
Portrait de Marie-Philippe Coupin de la Couperie, vers 1840-1850.

## Œuvres
| Tableau | Titre                                                                         | Date           | Dimensions   | Notes | Lieu de conservation               |
| ------- | ----------------------------------------------------------------------------- | -------------- | ------------ | ----- | ---------------------------------- |
|         | Les amours funestes de Françoise de Rimini                                    | 1812           | 82 × 105 cm  |       | Arenenberg, Napoléonmuseum         |
|         | Gabrielle d'Arjuzon priant Dieu pour le rétablissement de la santé de sa mère | vers 1812-1814 | 46 × 56 cm   |       | Paris, musée du Louvre             |
|         | Sully montrant à son petit-fils le monument renfermant le cœur d'Henri IV     | 1819           | 211 × 178 cm |       | Pau, musée national du château     |
|         | La Continence de Bayard                                                       | vers 1820      | 41 × 48,5 cm |       | Collection particulière            |
|         | Francesca de Rimini                                                           | 1822 ?         | 102 × 82 cm  |       | Lille, musée des beaux-arts        |
|         | Valentine de Milan pleurant son époux, Louis d'Orléans                        | 1822           |              |       | Blois, musée des beaux-arts        |
|         | Raphaël ajustant la coiffure de la Fornarina avant de la peindre              | 1824           | 81,5 × 65 cm |       | Stockholm, Nationalmuseum          |
|         | Le Baptême de Clovis                                                          | 1827           |              |       | Versailles, cathédrale Saint-Louis |
|         | Trait de la vie de Charlemagne                                                | 1827           |              |       | Versailles, cathédrale Saint-Louis |